# مؤسسة وولف
مؤسسة وولف هي منظمة خاصة غير هادفة للربح في إسرائيل أسسها ريكاردو وولف عام 1975، مخترع كوبي يهودي ألماني المولد وسفير كوبي سابق في إسرائيل.

## جائزة وولف
تُمنح جائزة وولف بواسطة مؤسسة وولف. تُمنح الجائزة سنويًا منذ عام 1978. تُمنح الجائزة في ستة مجالات: الزراعة والكيمياء والرياضيات والطب والفيزياء وجائزة الفنون التي تتناوب سنويًا بين الهندسة المعمارية والموسيقى والرسم والنحت. في بعض المجالات مثل الفيزياء، غالبًا ما تُعتبر الجائزة أرقى جائزة بعد جائزة نوبل.